# Ангиома
Ангиома (греч. αγγειον — «сосудистая опухоль») — опухоль, состоящая почти исключительно из новообразованных кровеносных сосудов (настоящая ангиома), или лимфатических пространств (лимфангиома). Настоящая ангиома встречается в двух видах — в виде простой ангиомы и в виде пещеристой сосудистой опухоли.
Простая ангиома представляет плоскую или слегка возвышенную опухоль от темно-вишневого до стально-синего цвета, состоящую из расширенных, извитых и свернутых наподобие штопора волосных сосудов. Это большей частью прирождённые опухоли, известные под названием родимых пятен. Наблюдаются преимущественно на лбу и щеках и могут достигнуть величины ладони. Пещеристые ангиомы представляют напрягающиеся, пульсирующие опухоли темно-багрового цвета, похожие на типические набухающие ткани тела. Строение их таково, что в их широкие пещеристые полости кровь приводится очень узкими артериями и отводится из них широкими венами. Встречаются преимущественно в печени пожилых людей, а также в жировой ткани глазницы и в костях.